# Egginton
Egginton est une paroisse civile et un village du Derbyshire, en Angleterre.